# 何丽全
何丽全（英語：Ho Lai Chuen，1956年2月12日—），香港资深电视人，曾任職於NOW寬頻電視及亞洲電視數碼媒體，現任職無綫電視星夢娛樂集團總裁。

## 生平
何麗全畢業於長洲官立中學（1968年入讀中一）。1976年通過報讀香港無綫电视首屆編劇訓練班入行，同期同學有邵麗瓊、陳翹英等。因参与綜藝節目《歡樂今宵》的幕后制作被上司吳雨赏识，因擅長創作小品趣劇、遊戲、棟篤笑等表演環節，被稱為“電視城橋王”。
1994年擢升至綜藝及資訊文教科助理總監，負責綜藝及體育節目的製作。
1999年，與藝人吳家樂大姊、前无线电视职员吳家鳳結婚，育有兩子一女。
2003年，因卷入《勁歌金曲》舞弊案被香港廉政公署「舞影行動」拘捕助查。在調查期間，調往節目部，任職特別項目助理總監，2005年，獲廉署撤銷助查，並恢復舊職。
2011年3月，担任無綫電視非戏剧节目总监的何麗全離開無綫电视，加盟電訊盈科，任職執行副總裁兼總經理（生產），同時負責Now TV的營運、策劃和製作，2012年，重返校園，報讀香港城市大學行政人員工商管理碩士（EMBA）課程。
2015年，从電訊盈科離職，成立智樂演藝文化有限公司，主要在中国內地籌劃演唱會製作。
2017年加入亞洲電視，擔任亞洲電視數碼媒體高級顧問及首席內容官。2018年9月，兼任亞洲電視數碼媒體行政總裁。
2020年，担任香港现场演出及制作行业协会第一届理事会联席主席。
2021年2月，在無綫電視副总经理曾志偉邀请下担任无线电视音樂節目顧問。3月，獲委任為「星夢娛樂集團有限公司」行政總裁。2021年8月12、13日，出席《聲夢傳奇》15位學員的首兩場演唱會《聲·夢飛行 First Live On Stage》作嘉賓。

## 名下馬匹
何丽全是香港賽馬會的會員，他和吳守基、曾志偉、黎振昌等人合夥擁有的名下馬匹包括「勇善勝」、「智勇」、「智友」、「智財」、「勁優秀」、「優秀寶」、「友運行」、「行運友」、「扎西德勒」、「馬友冠」、「十力」等。

## 電視劇
- 1986年 屈原
- 1986年 黃大仙
- 1987年 天龍神劍

## 外部連結
- 何丽全的新浪微博